# لاسکووی مای
لاسکووی مای (روسی: Ласковый май) یک گروه موسیقی پسرانه در اتحاد جماهیر شوروی بود که در شهر مسکو توسط «سرگئی کوزنتسف» پایه‌گذاری شد و به سبب موفقیت‌شان به «اسطوره‌های دههٔ ۸۰ و ۹۰» شهرت داشتند.
ایدهٔ اصلیِ سرگئی کوزنتسف از ایجاد این گروه آن بود تا موسیقی‌دانان و خوانندگانی از یک یتیم‌خانه در شهر اورنبورگ را به‌دور هم جمع کند. سبک این گروه موسیقی، بیشتر از نوع «دیسکو» بود و آهنگ‌ها توسط سینث‌سایزر ساخته و اجرا می‌شد.
یکی از ترانه‌های مشهور این گروهِ موسیقی، «رُزهای سفید» (روسی: Белые розы) نام دارد.